# エチオピア医師誘拐事件
エチオピア医師誘拐事件（エチオピアいしゆうかいじけん）は2008年にエチオピア国内で発生した医師誘拐事件である。3名がエチオピアの反政府勢力に誘拐され、2009年1月7日に解放された。

## 概要
2008年9月22日、NPOの国際人道支援を行う世界の医療団（Médecins du Monde）に勤務し、政治混乱が続くエチオピアで活動を行っている医師3名が、反政府ゲリラ組織に誘拐されるといった事案が起こった。これを受け、在アディスアベバヨーロッパ大使は、「誘拐されたのは日本人医師1名と、オランダ人医師2名」と公表した。
その後、日本人医師とオランダ人医師は、ソマリアに連れて行かれた。この誘拐を実行した反政府ゲリラ組織は、政府によって拿捕された仲間の解放を条件に解放をするとしていたが、身代金として300万米ドルを条件に解放するとした。
同年10月10日には、誘拐された医師がいるソマリアで、地元記者が医師に面会し、無事を報道している。そして2009年1月7日に世界の医療団は、誘拐された医師の解放を公表した。また、誘拐・解放された経緯は全くの不明であるが、反政府ゲリラ組織は「身代金を日本政府から受け取った」としているが、日本政府は「根拠は無い」と否定している。